# Das macht Schule
Das macht Schule ist eine 2006 von Bernd Gebert gegründete Initiative. Sie wird durch den Das macht Schule Förderverein e.V., sowie die Das macht Schule gemeinnützige GmbH getragen.
Die Organisation bietet Möglichkeiten zur Umweltbildung für Kinder und Jugendliche an Schulen, die Praxisprojekte umsetzen wollen. Schüler und Lehrer werden online mit Projektvorlagen, Tutorials und Beratung vor Ort unterstützt. Das Ziel ist, den Schülern zu vermitteln, dass sie in der Gesellschaft durch Eigeninitiative etwas bewirken können, sowie lebensnahe Werte und Kompetenzen zu vermitteln. Die Initiative fördert Eigeninitiative, Verantwortung, Gemeinsinn sowie nachhaltiges Handeln und unterstützt das sogenannte 4K-Modell des Lernens. Seit 2007 wurden bundesweit über 6300 Praxisprojekte für über 1,2 Millionen Schülern ermöglicht (Stand Juli 2024).
Außerdem vermittelt Das macht Schule im Rahmen der Daueraktion PC-Spende gebrauchte Hardware aus Unternehmen kostenlos an Schulen. Bis Anfang 2024 wurden von über 900 Unternehmen mehr als 35.000 Computer, Monitore und Drucker gespendet, im Gegenwert von über 9 Millionen Euro. Damit konnte bisher 350.000 Schülern digitale Bildung ermöglicht werden (Stand Juli 2024).
Seit 2020 richtet Das macht Schule auch das E-Waste Race in Deutschland aus, dass von der niederländischen NGO Race Against Waste übernommen wurde. Bei dem Projekt sammeln je zehn Schulen in einer Region Elektroschrott, um ökologisches Bewusstsein und nachhaltiges Handeln bei jungen Schülern zu verinnerlichen. Durchschnittlich werden dabei sieben Tonnen Elektroschrott gesammelt, die dann recycelt werden können. Seit Sommer 2024 organisiert die Initiative zudem das Textil Race, bei dem statt Elektroschrott Alttextilien gesammelt werden. In diesem Rahmen ist die Organisation Mitglied im Verband FairWertung.
Der Gründer Bernd Gebert wurde 2007 von Ashoka als führender Social Entrepreneur ausgezeichnet. Das macht Schule wird unter anderem durch die DATEV Stiftung Zukunft, die Zurich Kinder- und Jugendstiftung und die Heinz Trox-Stiftung gefördert, sowie durch verschiedene Unternehmen inhaltlich und finanziell unterstützt. Der Verein gehört diversen Netzwerken wie dem Social Entrepreneurship Netzwerk Deutschland, dem Bundesverband Deutscher Stiftungen, dem Netzwerk Stiftungen und Bildung und dem Bundesverband Innovative Bildungsprogramme an und ist bei der Deutschen UNESCO-Kommission als BNE-Akteur eingetragen. Das macht Schule wurde beim Deutschen Nachhaltigkeitspreis Local Heroes 2023 unter den Top 30 nominiert.